# Ensenada de San Fernando
Ensenada de San Fernando, llamada también Bahía de San Fernando, es un entrante del océano Pacífico en el sur del Perú, que se extiende por el litoral del distrito de Marcona, provincia de Nazca, en el departamento de Ica, dentro de los límites de la Reserva nacional San Fernando. En la bahía se encuentra una gran biodiversidad marina, sus aguas frías albergan grandes bancos de sardina y anchoveta, las que sirven como alimento para muchos mamíferos marinos, aves guaneras y crustáceos.

## Fauna y ecosistema
En San Fernando se encuentran una de las mayores colonias de lobos marinos del Perú (entre chuscos y finos), las aves guaneras (guanayes, pelícanos, piqueros etc) constituyen otra gran importante colonia dentro de la ensenada. También es conocido que en la orilla y cerca de las rompientes viven una población importante de pingüinos de Humboldt, además hay algunas nutrias marinas zambullidas entre las peñas y los zargasos.
Pero lo que más llama la atención, es la presencia del cóndor andino y el guanaco, que bajan de las alturas de Ayacucho en busca de alimentos y pastos de las lomas cercanas, también se puede advertir la presencia del zorro del desierto. Único fenómeno que se da en la costa peruana.

## Estudios y soluciones
Según estudios científicos realizados en San Fernando, en la ensenada habitan 353 especies (entre mamíferos, aves, reptiles, peces y crustáceos) tanto en biodiversidad marina y terrestre, muchas de ellas en situación vulnerables o en proceso de extinción. 
Sin duda alguna San Fernando constituye uno de los refugio costero en el país casi intacto o virgen, donde albergan las especies en peligro de extinción, es cuestión de tiempo y voluntad de las autoridades municipales de Marcona y Nazca, el gobierno regional de Ica y el Estado peruano (a través del SERNANP) para que San Fernando reciba el mismo tratamiento conservacionista que se le otorga a la Reserva Nacional de Paracas.
Por otro lado el desarrollo agresivo del turismo en la zona podría afectar seriamente el delicado ecosistema de la ensenada.